# Тележинський Сергій Федорович
Сергі́й Фе́дорович Тележи́нський (2 квітня 1876 — ?) — український хоровий диригент, композитор, декан диригентсько-хорового факультету Музично-драматичного інституту ім. М. В. Лисенка. Член Музичного товариства імені Миколи Леонтовича. Псевдоніми: 1) С. Т.; 2) Y.

## Загальні відомості
Закінчив духовну семінарію в Києві. Під час навчання був учасником хору М. В. Лисенка. Приятелював з Кирилом Стеценком.
1914 — закінчив Київський комерційний інститут.
З 1918 року служив у державних установах. Був учителем співу. Керував хором в Кирилівській педагогічній школі (село Шевченкове).
1918 року був головою Лук'янівської «Просвіти» у Києві.
З 1919 — «навчитель» диригентських курсів при Музично-драматичному інституті імені М. В. Лисенка.
У Корсуні Шевченківської округи Київської губернії, де з 1923 року працювали Вищі педагогічні курси імені Т. Г. Шевченка з трирічним терміном навчання, він викладав співи і економічну географію України.
Є відомості про те, що С. Ф. Тележинський жив і працював у Зінов'євську (нині — Кропивницький), де організував музичну філію Товариства імені М. Леонтовича.
Згодом — декан диригентського факультету Інституту ім. М. В. Лисенка. Викладав основи диригування, методику роботи з хором, хорову літературу.
Був симпатиком Олександра Кошиця. Сприяв спробам повернення славнозвісного диригента до України у 1928 році, проте через вагання й нерішучість ректора Інституту ім. М. В. Лисенка Семена Романюка, який побоявся призначити Кошиця на посаду в інституті, ці спроби виявились невдалими.

## Твори
Серед його творів: хори «На смерть Т. Г. Шевченка», «Зійшов місяць», обробка Думи про Морозенка (1914). Поетичні рядки О. Я. Кониського, присвячені Т. Г. Шевченкові, згодом стали піснею-думою, яку співав під бандуру кобзар Терентій Пархоменко, від якого С. Тележинський записав і переробив музику для мішаного хору.

## Публікації
- М. В. Лисенко як диригент / Тележинський С. — Музика, 1927, № 5 — 6. — С.23-27
- Тележинський С. 1) На смерть Шевченка, 2) Дума про Морозенка. Запис у кобзаря Т. Пархоменка. Для мішаного хору. Київ, 1914. Видання автора. Тип. І. І. Чоколова (тираж 1000 екз.) // Книжная лѣтопись, Том 8, Часть 1, 1964.
- Дума-марш на смерть Т. Г. Шевченка / аранж. С. Тележинського // Українські маршеві пісні [Ноти]: для хору / Зібрав Євген Турула. — Київ; Ляйпціґ: Україна. Українська Накладня; Коломия: Галицька Накладня; Winnipeg Man: Ukrainian Publishing, [1920-1923]